# Arachne
Arachne é uma suíte de Internet que contém um navegador WWW gráfico, cliente de email e discador. É desenvolvido para sistemas operacionais baseados no DOS, mas possui também versões preliminares para Linux. Arachne foi criado originalmente por Michael Polak (sob o nome de xChaos software, posteriormente renomeado para Arachne Labs) na linguagem C e compilado sob o Borland C++ 3.1 compiler, mais tarde foi licenciado sob a GPL como Arachne GPL.
Desenvolvido na República Tcheca, o Arachne é um navegador voltado para sistemas mais simples, que, ao contrário de outros designados para a mesma função, não é em modo texto.